# Timblin
Timblin és una població dels Estats Units a l'estat de Pennsilvània. Segons el cens del 2000 tenia 151 habitants.

## Demografia
Segons el cens del 2000, Timblin tenia 151 habitants, 58 habitatges, i 45 famílies. La densitat de població era de 64,1 habitants/km².
Dels 58 habitatges en un 34,5% hi vivien nens de menys de 18 anys, en un 65,5% hi vivien parelles casades, en un 6,9% dones solteres, i en un 20,7% no eren unitats familiars. En el 19% dels habitatges hi vivien persones soles el 8,6% de les quals corresponia a persones de 65 anys o més que vivien soles. El nombre mitjà de persones vivint en cada habitatge era de 2,6 i el nombre mitjà de persones que vivien en cada família era de 2,96.
Per edats la població es repartia de la següent manera: un 27,2% tenia menys de 18 anys, un 6% entre 18 i 24, un 32,5% entre 25 i 44, un 17,2% de 45 a 60 i un 17,2% 65 anys o més.
L'edat mediana era de 37 anys. Per cada 100 dones de 18 o més anys hi havia 103,7 homes.
La renda mediana per habitatge era de 30.625$ i la renda mediana per família de 35.139$. Els homes tenien una renda mediana de 29.219$ mentre que les dones 38.125$. La renda per capita de la població era de 14.831$. Cap de les famílies i el 4,6% de la població estaven per davall del llindar de pobresa.

## Poblacions properes
El següent diagrama mostra les poblacions més properes.